# Ереванский фестиваль анимационного кино 2010
РеАнимания 2010 — ежегодный открытый международный фестиваль анимационного кино проходивший в Армении осенью 2010 года

## История
Второй открытый Ереванский международный анимационный кинофестиваль «Ренимания» прошел с 9 по 13 сентября 2010 года в столице Армении Ереване . В фестивале приняли участие представители 45 стран, взору зрителя было представлено около 400 анимационных фильма, из в конкурсную программу фестиваля было включено более 260 работ аниматоров. Открыл форум Программа фестиваля состояла из конкурсных просмотров, встреч с лучшими аниматорами мира, мастер-классов, празднований юбилеев известных армянских аниматоров, бизнес-форумов и т. д. Показы фильмов проходили как в закрытых помещениях так и под открытым небом, было осуществлено ряд проектов, среди которых «Армянская палитра» и «Охота за талантами». Привлек внимания зрителей проект Global Trotter, представленный российскими и африканскими фильмами. Африка была представлена 12 самобытными лентами, российские аниматоры были показали гостям фестиваля фильмы снятые по произведениям А.Чехова, а также анимационный сериал «РЕанимация», работы известного аниматора Ивана Максимова. Организаторы «РеАнимании-2010» познакомили зрителей с лучшими картинами самого престижного в мире фестиваля анимационных фильмов «АНСИ» (Франция), была предусмотрена отдельная программа Детских фильмов которая изобиловала красочными мультфильмами — как уже полюбившимися, так и новыми. Конкурсная программа, как и годом ранее состояла из 4 разделов: полнометражных, короткометражных, дипломных и телевизионных фильмов. Выбирать лучших из лучших доверено было 8 профессиональным жюри, в состав которых вошли Йоханнес Уолтерс (INDAC, Германия), Жан-Поль Комен (Les Armateurs, Франция), триумфатор Каннского кинофестиваля Серж Аведикян и другие.

Во время фестиваля состоялся премьерный показ работ известных аниматоров, среди которых фильм французского аниматора Сильвена Шомэ «Иллюзионист» открывавшего фестиваль. Среди именитых иностранных гостей фестиваля был президент Exodus Filmgroup, бывший председатель компании анимационных фильмов Warner Brothers и главный заместитель председателя компании Walt Disney Макс Ховард, известный по фильмам: «Король Лев», «Аладдин», «Красавица и Чудовище», «Покахонтас», и другим. Известный аниматор выступал на организованных семинарах, представил свой фильм «Спирит: Душа прерий», снятый DreamWorks Animation, а также впервые за пределами своей студии провел мастер-классы. Другой именитый гость Фрэнк Глэдстоун, председатель международного Совета «РеАнимании» занимавший руководящие посты в компаниях, Walt Disney, Warner Brothers и DreamWorks Animation, выступил в Армении с лекциями, а также заявил, что не прочь снять анимационную картину по мотивам знаменитой легенды об Ара Прекрасном и Шамирам
Я ознакомился с материалом, и готов без промедлений приступить к работе над картиной. Только одно условие – сценарием должны заняться армянские киносценаристы
 Американский аниматор и продюсер, владелец компании Borsu Studios Борсу Хайсон заявил, что намерен привлечь композитора и оркестр из Армении к созданию саундтрека своего нового фильма под названием «Потенциал мира»
В Ереване свои семинары и мастер-классы провели и другие иностранные гости, среди них мастера из студии Aardman Дэвид Спостон, Сюзи Уилсон и Пол Смит, а также Федерико Витали и Йоганнес Волтер,Мохаммед Казалан и Марта Мачадо, а также Олександр Дебич.
В рамках фестиваля были организованы выставки, знакомящие зрителей с процессом создания анимационных фильмов — от разработки образов и дизайна до раскадровки и придания фильму окончательного вид. Достижением фестиваля стала организация и проведение бизнес-форума MarAni (Market of Animation, Анимационный рынок), цель которого вывести армянскую анимацию на международную арену и представить мировым бизнес-компаниям, действующим в этой сфере. Во время работы форума была разработана программа, дающая возможность установить бизнес-сотрудничество между местными и международными рекламными агентствами, а также компаниями, занимающимися созданием моделей 3D, производством компьютерных игр, программного обеспечения В рамках форума прошел также саммит АНИТА (Анимационные и информационные технологии Армении), на котором обсуждались проблемы развития отечественной анимации, технологические аспекты, сотрудничество между индустриями. По замыслу организаторов саммит должен стать ежегодным событием, включенным в рамки фестиваля «РеАнимания»
Показы конкурсных анимационных фильмов проходили в кинотеатрах «Наири», «Москва», Центре искусств «Нарекаци», на Каскаде и в The Club. Фестиваль анимационных фильмов «РеАнимания» прошел при поддержки Министерства культуры РА и Национального киноцентрп Армении. По окончании фестиваля директор «РеАнимании» Вреж Касуни добавил, что Армения станет первой страной Закавказья, чьи фильмы будут участвовать в Бристольском фестивале Encounters
На церемонии закрытия фестиваля лучшим создателям анимационных фильмов, вручили награды. Согласно членам жюри, решения давались не просто, поэтому, кроме основных наград, были и специальные благодарности. Также было объявлено, что армянским студентам-аниматорам будет предоставлена возможность участвовать в летней школе анимации в Париже. О подписании соглашения достигнутого в рамках фестиваля поведал Эрик Ривер, директор департамента анимации школы GOBELINS

## Победители и лауреаты конкурса

### Лучший полнометражный фильм (игровой)
ГРАН ПРИ
- «Пирсинг 1» — Лиу Джиана (Китай)

Специальное упоминание жюри
- «На чердаке, или У кого сегодня день рождения» — Иржи Барта (Чехия)

### Лучший короткометражный фильм
ГРАН ПРИ
- «Большой щкм» — Блу (Италия)

специальное упоминание жюри
- «Груффало» — Джейкоб Шух / Мах Ленг (Великобритания)

награда детского жюри
- «Боб» — Якоб Фрей (Германия)

### Лучшая дипломная работа (лучший выпускной фильм)
ГРАН ПРИ
- «Мирамаре» — Микаэл Мюллер (Хорватия)

специальное упоминание жюри
- «Мобильный» — Верена Фельс (Германия)

### Лучший телевизионный/образовательный фильм
ГРАН ПРИ
- «История нефти» — Пит Бишоп (Великобритания)

специальное упоминание жюри
- «Город ангела» — Наира Мурадян (Армения)

## Другие призы
Приз "Good citizenship"за лучшую социальную позицию
- «Представьте девушку с волосами Бразилии» — Александра Берсо (Бразилия)

специальное упоминание жюри
- «Рассерженный человек» — Анита Килли (Норвегия)

Лучшее звуковое оформление короткометражного кино
- «Рассерженный человек» — Анита Килли (Норвегия)

специальное упоминание жюри
- «Висента» — Сам (Испания)

Лучший дебютный армянский анимационный фильм
- «Солнце и таракан» — Мэри Кюрегян (Армения)

награды Министерства культуры Армении
Золотой медали Министерства культуры Армении удостоился известный армянский художник Степану Андраникяну. Грамоты министерства были вручены также известным мастерам армянской анимации Людмила Саакянц и Гаяне Мартиросян.
лауреаты программы «Охота на таланты» (Армения)
- Закар Демирчян
- Давид Аштоян
- Лилит Сахмурадян

## Высказывания гостей о фестивале
Йоханнес Уолтерс (Германия):
Фестиваль просто потрясающий..
Фрэнк Глэдстоун (США)
Многие считают, что если они снимут голливудскую картину, успех им обеспечен. Однако Армении это не нужно. Вы имеете такую богатую историю и культурное наследие, что это может стать «золотой жилой» для развития анимации.
Федерико Витали (Италия):
Я привык находиться на больших фестивалях, таких как фестиваль в Анси, и для меня было очень интересно находиться на фестивале ReAnimania. Мне очень нравится формат этого фестиваля, который позволяет спокойно общаться с великими людьми, приехавшими сюда в качестве гостей